# Acmaeodera idahoensis
Acmaeodera idahoensis  (лат.) — вид жуков-златок рода Acmaeodera из подсемейства Polycestinae (Acmaeoderini). Распространён в Новом Свете. Кормовым растением имаго являются: Agoseris grandiflora, Balsamorrhiza sagittata, Chaenactis douglassi, Eriophyllum sp., Prunus virginianis, Senecio intergerrimus, Taraxicum officinale (Barr 1969:333), а у личинок — Cercocarpus ledifolius (Barr 1969:333); Quercus garryana (Westcott, et al. 1979:174).
Вид был впервые описан в 1969 году американским колеоптерологом Уильямом Барром (William F. Barr, University of Idaho, Moscow, США).